# Альта Вашова
Альта Вашова (словац. Alta Vášová, 27 травня 1939, Севлюш) — словацька письменниця (наукова фантастика, твори для дітей) та сценаристка.

## Біографія
Альта Вашова народилась у містечку Севлюш (нині Виноградів). З 1957 до 1960 року навчалась у Педагогічному університеті Братислави на фізико-математичному факультеті. До 1968 року працювала учителькою в школі. 
З 1968 року вона працює телевізійною драматургинею, а з 1978 року сценаристкою. Надалі Вашова займається виключно літературною діяльністю, живе у Братиславі. Свої твори письменниця публікувала в журналах «Mladá tvorba», «Romboid», «Slovenské pohľady».
Першою виданою книгою Альти Вашової стала збірка оповідань «Записування неправд» (словац. Zaznamenávanie neprávd), яка вийшла друком у 1970 році. У 1972 році вийшла її збірка «Місце, час, причина» (словац. Miesto, čas, príčina). 
У 1979 році вийшов її перший науково-фантастичний роман «Після» (словац. Po), в якому описуються наслідки атомної війни. У 1982 році вийшов роман «У саду» (словац. V záhradách). 
Кілька книг письменниця написала для дітей і молоді, зокрема, фантастичний роман «Близнюки з сузір'я Близнюків» (словац. Blíženci z Gemini), «7,5 градусів Цельсія» (словац. 7,5 stupňa Celzia), «Пан Пух» (словац. Pán Puch). 
За сценаріями Альти Вашової створено низку художніх фільмів, зокрема «Близнюки» (словац. Gemini), «Вірний Йоганнес», «Солодкі ігри минулого літа», а також письменниця написала лібретто до опери «Сірано з передмістя» (словац. Cyrano z predmestia).

## Нагороди
1 січня 2018 року президент Словаччини Андрей Кіска нагородив Альту Вашову орденом Людовита Штура ІІ ступеня.

## Особисте життя
Альта Вашова була одружена з архітектором Димитрієм Юрковичем (народила двох синів — Іллю і Душана). Другий чоловік літератор і політик Петер Заяц, з яким вона також має двох синів — Марека і Матуша.

## Вибрана бібліографія
- Записування неправд (словац. Zaznamenávanie neprávd, 1970)
- Місце, час, причина (словац. Miesto, čas, príčina, 1972)
- Після (словац. Po, 1979)
- У саду (словац. V záhradách, 1982)
- Близнюки з сузір'я Близнюків (словац. Blíženci z Gemini, 1981)
- 7,5 градусів Цельсія (словац. 7,5 stupňa Celzia, 1984)